# 曾偉忠
曾偉忠（Tsang Wai Chung，1960年8月28日—），外號「招積」，是香港著名足球評述員，亦是前香港足球運動員，司職前鋒或中場，退役後曾執教香港甲組足球聯賽多支球隊，亦曾兩度擔任香港足球代表隊教練。

## 球員生涯
曾偉忠出身於前香港甲組足球聯賽球隊加山，初出道時司職前鋒，與右翼鄧劍棟、左翼黎永昌，並稱「加山三劍俠」。1982年加山降班後，曾偉忠轉投同屬班主陳瑤琴的海蜂，之後效力過東方、荃灣、麗新花花、麗新、星島等多支甲組球隊，到了1994年正式掛靴。
退役後，曾偉忠轉任教練，執教過星島、東方等甲組球隊，亦曾擔任香港足球代表隊教練，並擔任香港足總技術及發展總監多年，直至2008年6月辭職。
2008年7月，曾偉忠「上山」接任南華總教練。不過，曾偉忠只帶領南華踢了甲組聯賽揭幕戰1：1賽和公民一場比賽，9月17日便突然以健康理由呈辭，轉任球隊顧問。
2010年4月，曾偉忠再獲聘任為香港足球代表隊教練，直至2011年3月約滿離職。
曾偉忠現為香港足球總會五人足球經理。

## 球場以外
曾偉忠現為now tv足球評述員, 經常就不同歐洲各大聯賽撰文, 以及評述直播賽事。 頭條日報等平台都相關專欄。 作為足球教練曾偉忠不時出席推廣足球活動, 以及訓練五人足球活動和代表隊。
曾偉忠亦以亞洲足協教練導師身份,在香港及各地分享及指導亞洲足協五人教練課程。

## 個人軼事
曾偉忠現為now tv足球評述員，他於著作《寫給足球的情書》中，透露最深刻的評述片段，是他在無綫電視評述英超精華時，與蔡育瑜先後誤將競猜遊戲獎品「足金金猴」說成「足金鳩猴」傳頌至今，最終12年後在nowTV讀出「正音」。

## 家庭
曾偉忠的幼子曾梓軒就讀拔萃男書院，並是學校足球隊成員，出身於東方青年軍，2013年夏天轉投地區球隊南區，初次在甲組亮相。